# Salvador Galvany
Salvador Galvany Ventura, né le 12 juin 1916 à La Garriga (province de Barcelone, Espagne) et mort le 9 juin 1974 dans la même localité, est un footballeur espagnol des années 1930 et 1940.

## Biographie
Avant la Guerre civile espagnole, Salvador Galvany joue dans les rangs de l'EC Granollers, du CE Sabadell et du CE Júpiter. 
Après la guerre, il rejoint le FC Barcelone (saison 1939-1940). Avec le Barça, il joue cinq matches en Coupe d'Espagne, et marque un but.
Après avoir été prêté à divers clubs tels que Osasuna, le CE Europa et le CE Constància, il rejoint le Grenade CF, avec qui il joue 16 matches en première division, et marque cinq buts.
Il joue ensuite au Real Oviedo, au Real Saragosse et au CF Badalona, en deuxième division.
Son frère Pere Galvany II a joué avec l'équipe réserve de l'Espanyol de Barcelone, le Gimnàstic de Tarragone ou le Real Saragosse.